# Club Atlético Pantoja
El Club Atlético Pantoja es un equipo de fútbol profesional con sede en Santo Domingo, República Dominicana. Fue fundado en el 1 de febrero de 1999 y en la actualidad el equipo participa en la Liga Dominicana de Fútbol, primera división del fútbol dominicano.

## Historia
El Club Atlético Pantoja es un equipo de fútbol de la República Dominicana que fue fundado en el año 2000. El equipo se originó en el barrio de Pantoja, en la ciudad de Santo Domingo. 
Desde sus inicios, el Club Atlético Pantoja ha tenido como objetivo fomentar el desarrollo del fútbol en la República Dominicana y dar a los jóvenes jugadores la oportunidad de demostrar su talento en el campo de juego. A lo largo de los años, el equipo ha participado en varios torneos nacionales e internacionales.
En la temporada 2018, el Club Atlético Pantoja hizo historia al convertirse en el primer equipo dominicano en ganar el Campeonato de Clubes del Caribe, torneo de clubes organizado por la Confederación de Fútbol de Norte, Centroamérica y el Caribe (Concacaf). Como resultado de este logro, el equipo clasificó para la Liga de Campeones de la Concacaf en la temporada 2018-2019.

## Palmarés

### Títulos nacionales
- Liga Dominicana de Fútbol (2)

2015, 2019
- Supercopa de la República Dominicana (1)

2020
- Liga Mayor de República Dominicana (4)

2000-01,  2004-05,  2009,  2011-12

### Títulos internacionales
- Campeonato de Clubes de la CFU (1)

2018

## Participaciones internacionales
- Copa de Campeones de la Concacaf: 2 participaciones

Liga de Campeones de la Concacaf 2019 - Octavos de final. (Eliminado por New York Red Bulls de los Estados Unidos)
Liga de Campeones de la Concacaf 2021 - Octavos de final. (Eliminado por CF Monterrey de México) 
- Copa Caribeña de Clubes Concacaf: 4 participaciones

Campeonato de Clubes de la CFU 2016 - Fase de grupos (Disputada en Santo Domingo, República Dominicana)
Campeonato de Clubes de la CFU 2018 - Campeón
Campeonato de Clubes de la CFU 2020 - 1.º (Torneo cancelado por pandemia)
Copa Caribeña de la Concacaf 2023 -  Fase de grupos
- CFU Club Shield: 1 participación

CFU Club Shield 2024 - Semifinales

## Entrenadores
| Entrenador          | Período       |
| ------------------- | ------------- |
| Adalberto Herasme   | 2000 - 2012   |
| Oliver Mendoza      | 2012 - 2013   |
| Adalberto Herasme   | 2013 - 2014   |
| Orlando Capellino   | 2015 - 2016   |
| Lenin Bastidas      | 2017 - 2018   |
| Oliver Mendoza      | 2018 - 2019   |
| Mariano Pérez       | 2019          |
| Jean Carlos Güell   | 2019          |
| David Escandell     | 2019 - 2020   |
| Alejandro Trionfini | 2020          |
| Matías Mazmud       | 2021          |
| David González      | 2021 - 2023   |
| Amleto Bonaccorso   | 2023          |
| Jesús Quintero      | 2024-presente |